# ГЕС Нам-У 6
ГЕС Нам-У 6 – гідроелектростанція у північному-західній частині Лаосу. Знаходячись між ГЕС Нам-У 7 (вище по течії) та ГЕС Нам-У 5, входить до складу каскаду на річці Нам-У, великій лівій притоці Меконгу (впадає до Південно-Китайського моря на узбережжі В'єтнаму). 
В межах проекту річку перекрили кам'яно-накидною греблею із геомембранним облицюванням висотою 85 метрів та довжиною 362 метри, яка потребувала 1,93 млн м3 матеріалу. Вона утримує друге за розміром водосховище каскаду, яке витягнулось по долині річки на 47 км, має площу поверхні 17 км2, об'єм 409 млн м3 (корисний об'єм 246 млн м3) та припустиме коливання рівня в операційному режимі між позначками 490 та 510 метрів НРМ. 
Основне обладнання станції становлять три турбіни типу Френсіс потужністю по 60 МВт, які при напорі у 60 метрів забезпечують виробництво 726 млн кВт-год електроенергії на рік.
Проект реалізувало спільне підприємство китайської Synohydro (85%) та місцевої державної Electricite Du Laos (15%). За умовами угоди, після 29 років експлуатації китайський інвестор передасть об'єкт у повну власність Лаосу.